# Специальный трибунал по преступлению агрессии против Украины
Специальный трибунал по преступлению агрессии против Украины (англ. Special Tribunal for the Crime of Aggression against Ukraine) — созданный трибунал в рамках Совета Европы с мандатом на судебное преследование высших политических и военных лидеров за преступление агрессии против Украины.
Учитывая, что Россия не является участником Римского статута, Международный уголовный суд (МУС) не может преследовать высшее политическое и военное руководство России за преступление агрессии в контексте войны России против Украины. Чтобы заполнить пробелы в судебном преследовании со стороны МУС, в феврале 2023 года Европейский союз (ЕС) объявил о создании Международного центра судебного преследования за преступление агрессии против Украины (ICPA), что стало первым шагом в процессе по сохранению доказательств и подготовке дел к будущим судебным разбирательствам, будь то в национальных судах, специальном трибунале или Международном уголовном суде по преступлениям, подпадающим под его юрисдикцию.

## Создание
Впервые расследовать преступление агрессии России в феврале 2022 года предложил британский юрист в области международного права Филипп Сэндс, заручившись поддержкой бывшего премьер-министра Великобритании Гордона Брауна.
Поскольку Москва, как и Киев, не ратифицировала Римский статут Международного уголовного суда, расследование Международного уголовного суда на Украине обладает юрисдикцией только в отношении военных преступлений и преступлений против человечности, совершённых на Украине, а не в отношении агрессии России. Совет Безопасности ООН может начать следствие в Международном уголовном суде, но это невозможно из-за права Китая и России накладывать вето на данные решения. Специальный трибунал с юрисдикцией в отношении преступления против мира позволит преследовать самых высокопоставленных руководителей России, которые в противном случае уйдут от ответственности. Создания такого трибунала неоднократно требовала Украина, страны Балтии и десятки других стран.
За несколько месяцев переговоров необходимость создания специального трибунала поддержали Европарламент, парламентские ассамблеи Совета Европы, НАТО и ОБСЕ, а также 11 государств. 30 ноября 2022 года глава Еврокомиссии Урсула фон дер Ляйен предложила создать специализированный суд при поддержке ООН для расследования российской агрессии. Франция с европейскими и украинскими партнёрами начала работу по созданию специального трибунала, который будет расследовать преступления, «совершённые на Украине после начала российской агрессии». Во французском МИДе подтвердили слова главы Еврокомиссии, которая накануне заявила, что работа спецтрибунала подразумевает максимально широкий консенсус в международном сообществе. Нидерланды, где уже находится Международный уголовный суд в Гааге, заявили о своей готовности принять у себя специальный трибунал.
В январе 2023 года британское правительство предложило квалифицированную поддержку для создания трибунала. Европарламент принял резолюцию с призывом создать трибунал для Путина и Лукашенко. Текст был принят 472 голосами против 19 при 33 воздержавшихся. К этому времени наибольшую поддержку получило предложение создания суда через ООН. Для этого потребуется соглашение между Украиной и ООН после голосования Генеральной Ассамблеи, рекомендовавшего её создание. Голосование наделит трибунал международной легитимностью. В докладе для Европарламента эксперты международного права Оливье Кортен и Вайос Кутрулис утверждают, что динамическое толкование устава ООН, поддерживающее его право создавать в порядке исключения специальный трибунал по делу о преступлении агрессии путём применения обязывающей резолюции ГА ООН, представляется по крайней мере возможным. При таком сценарии статус специального трибунала был бы аналогичен статусам трибуналов по Югославии и Руанде: правовым основанием для создания и осуществления трибуналом юрисдикции была бы обязывающая резолюция ГА ООН и, следовательно, с помощью такой резолюции можно было бы как отменить действующий иммунитет любого должностного лица, так и заставить все страны, входящие в ООН, сотрудничать с трибуналом.
Президент Европейской комиссии Урсула фон дер Ляйен объявила о создании международного центра судебного преследования за преступление агрессии против Украины на 24-м саммите ЕС — Украина 2 февраля 2023 года. 3 июля 2023 года в Гааге начал работу Международный центр судебного преследования за преступление агрессии против Украины (International Centre for the Prosecution of the Crime of Aggression Against Ukraine (ICPA)), в который вошли прокуроры с Украины, из Евросоюза, США и Международного уголовного суда. Создание центра является первым шагом к созданию специального трибунала, поскольку собранные центром материалы станут основой для возбуждения уголовного дела о преступлении агрессии против Украины. Помимо Украины, на начальном этапе ICPA участвуют пять членов Объединённой следственной группы (Литва, Латвия, Эстония, Польша и Румыния). Меморандум о взаимопонимании, учреждающий ICPA, также предусматривает участие прокуратуры МУС. В соответствии с этим меморандумом Соединённые Штаты назначили прокурора, который будет поддерживать деятельность ICPA.

## Страны, поддержавшие создание трибунала
- Австралия[27]
- Австрия[28]
- Албания[29]
- Андорра[29]
- Бельгия[29]
- Босния и Герцеговина[29]
- Болгария[29]
- Великобритания[30]
- Германия[31]
- Греция[32]
- Грузия[29]
- Дания[29]
- Исландия[29]
- Испания[29]
- Ирландия[29]
- Италия[29]
- Канада[29]
- Республика Корея[29]
- Коста-Рика[33]
- Латвия[34]
- Литва[35]
- Лихтенштейн[29]
- Кипр[29]
- Люксембург[36]
- Македония[29]
- Мальта[29]
- Молдова[37]
- Монако[29]
- Норвегия[29]
- Нидерланды[38]
- Новая Зеландия[29]
- Польша[29]
- Португалия[29]
- Румыния[39]
- Сан-Марино[29]
- Словакия[40]
- Словения[41]
- Соединённые Штаты Америки[42]
- Украина[43]
- Финляндия[44]
- Франция[40]
- Хорватия
- Чехия[40]
- Черногория[29]
- Швеция[29]
- Эстония[40]
- Япония[29]

Другие организации:
- Европейский союз (Европейский парламент)
- НАТО (Парламентская ассамблея НАТО)
- ПАСЕ (Парламентская ассамблея Совета Европы)
- ПА ОБСЕ (Парламентская ассамблея организации по безопасности и сотрудничеству в Европе)